# Gà Romagna
Gà Romagna hay gà Romagnola là giống gà kiêm dụng truyền thống của vùng Emilia-Romagna của Ý. Trước đây, chúng đã phổ biến rộng rãi ở miền trung nước Ý, nó gần như tuyệt chủng vào cuối thế kỷ 20. Vào đầu năm 2012, dân số đã hồi phục và giống này đang chờ đợi sự công nhận chính thức của Federazione Italiana Associazioni Avicole, liên đoàn gia cầm Ý. Hiện nay, số lượng giống vẫn thấp. Một nghiên cứu được công bố năm 2007 đã sử dụng một con số khoảng 100 cho tổng số lượng giống, trong đó khoảng 30 con là gà trống. 

## Lịch sử
Romagnola là giống gà kiêm dụng truyền thống. Chúng đã từng phổ biến rộng rãi ở miền trung nước Ý, đặc biệt là ở các tỉnh Ravenna, Forlì-Cesena và Bologna ở Emilia-Romagna. Vào giữa thế kỷ 20, chọn lọc sinh sản của Stazione Sperimentale di Pollicoltura, hoặc trung tâm giống gà thử nghiệm của Rovigo, ở Veneto, và Ispettorato Provinciale dell'Agricoltura, hoặc thanh tra tỉnh cho nông nghiệp, của Ravenna đã tạo ra hai định nghĩa rõ ràng giống gà lông màu, bạc và màu vàng.
Sau đó gà Romagnola từ chối công nhận và gần như tuyệt chủng khi chính quyền tỉnh Parma và khoa y học thú y của Đại học Parma bắt đầu chương trình hồi phục. Hiệp hội các nhà lai tạo Associazione Razze e Varietà Autoctone Romagnole, được thành lập vào năm 2007 và bắt đầu một chương trình sản xuất thí điểm. Đầu năm 2012, giống gà này đang chờ FIAV công nhận.

## Đặc điểm
Màu sắc của gà Romagnola là có sự biến đổi, các giống màu vàng bạc và đốm đen đốm đen thường thấy nhất. Da gà có màu trắng kem hoặc màu vàng nhạt. Các sắc chân khác nhau từ màu vàng đến rất tối, được ưa thích. Các thùy tai có màu trắng kem, đôi khi có màu xanh lam. Chúng có chiếc mồng đơn với 5 điểm trở lên. Trọng lượng trung bình là 2,0–2,5 kg (4,4–5,5 lb) đối với gà trống, 1,9–2.0 kg (4,2-4,4 lb) đối với gà mái. Những quả trứng có vỏ màu trắng và nặng khoảng 60 g. Gà Romagnola là giống gà chuyên dụng. Gà mái đẻ 150 quả trứng mỗi năm. Gà con khỏe mạnh và phát triển nhanh, thịt gà có vị ngon.